# Idioma hopi
El hopi es una lengua uto-azteca hablada por los hopi (un grupo de indígenas amerindios) del nordeste de Arizona (EE. UU.). Aunque aún hoy en día algunos hopis son todavía monolingües la mayoría de ellos hablan también inglés.
El uso de la lengua nativa declinó a lo largo del siglo XX. En 1990, se estima que todavía hablaban la lengua unas 5000 personas (aproximadamente un 70 % del grupo étnico), y al menos 40 de estas personas eran monolingües. La lengua se considera una lengua amenazada debido al escaso número de hablantes que forman la comunidad. Además muchos niños hopis no tienen la lengua hopi como materna. En tiempos recientes se ha publicado un diccionario bilingüe en hopi e inglés bastante ambicioso Hopi Dictionary: Hopìikwa Lavàytutuveni editado por Emory Sekaquaptewa. Además un grupo llamado Hopi Literacy Project se encarga de promover el uso de la lengua entre los nativos hopi.

## Aspectos históricos, sociales y culturales

### Dialectología y variantes
Benjamin Whorf identifica cuatro variedades (dialectos) de hopi:
- First Mesa (o Polacca)
- Mishongnovi (o Toreva)
- Shipaulovi (o Sipaulovi)
- Third Mesa (u Oraibi)

El dialecto de Polacca se habla en First Mesa (que es la mesa oriental) en la aldea de Polacca en el pueblo de Walpi y en otras comunidades vecinas. También hay una comunidad Hopi-Tewa en First Mesa, cuyos miembros hablan Tewa además de una variedad de hopi e inglés y español. El mishongnovi se habla en Second Mesa (que es la mesa central) en el pueblo de Mishongnovi. El mishongnovi tiene pocos hablantes en comparación con los dialectos del First Mesa y Third Mesa. El shipaulovi también se habla en Second Mesa en el pueblo de Shipaulovi, que está cerca del pueblo de Mishongnovi. Whorf señala que otras aldeas de Second Mesa son de afiliación dialectal desconocida. Un libro de texto introductorio (Kalectaca, 1978) fue escrito por un hablante de shongopavi. Shongopavi es otro pueblo de Second Mesa, pero no se ha analizado su relación con otros dialectos. El dialecto de Third Mesa se habla en Hotevilla-Bacavi (que es la mesa occidental) en la aldea de Oraibi y en las comunidades vecinas, así como en la aldea de Moenkopi que se encuentra fuera de Third Mesa y a una distancia al oeste de ésta.
El análisis más exhaustivo de la lengua hopi es el estudio de Benjamin Whorf sobre el hopi mishongnovi, que se basó principalmente en un único informante de fuera de la reserva, pero que posteriormente fue comprobado por otros hablantes de la reserva. En su estudio, afirma que el mishongnovi es el más arcaico y fonéticamente complejo de los dialectos. Sin embargo, la Tercera Mesa también conserva algunas reliquias más antiguas que se han perdido en el mishongnovi.
También hay diferencias a lo largo de una variable de edad. Malotki (1983) informa que los hablantes de la Tercera Mesa de generaciones más jóvenes han perdido el rasgo de labialización de la w en el subordinador de sujeto diferente -qw después de las vocales a, i, e, u donde tienen -q en su lugar. Esta pérdida de labialización también se encuentra en el marcador de simultaneidad, donde los hablantes más jóvenes tienen -kyang frente a los mayores -kyangw. En las palabras con kw o ngw en la coda silábica, también se pierde la labialización: naksu (más joven) frente a nakwsu (mayor) "empezó", hikni (más joven) frente a kikwni (mayor) "beberá", tuusungti (más joven) frente a tuusungwti (mayor) "se congeló".

## Descripción lingüística

### Fonología
Las variantes de hopi difieren en el número de consonantes. A continuación se dan dos inventarios diferentes correspondientes a los dialectos de Third Mesa y Mishongnovi. El inventario de Third Mesa representa tanto la ortografía convenciona como la transcripción AFI de los fonemas:
|             |             | Labial  | Alveolar | Alveolar    | Post- alveolar | Palatal | Velar     | Velar    | Velar  | Velar | Glotal |
| avanzada    | neutral     | neutral | Alveolar | Alveolar    | Post- alveolar | Palatal | retrasada |          |        |       | Glotal |
| avanzada    | simple      | Labial  | africada | labializada | Post- alveolar | Palatal | retrasada | simple   |        |       | Glotal |
| ----------- | ----------- | ------- | -------- | ----------- | -------------- | ------- | --------- | -------- | ------ | ----- | ------ |
| Oclusiva    | Oclusiva    | p       | t        | ts          |                |         | ky [cj]   | kw [kʷ]  | k      | q [ḵ] | ’ [ʔ]  |
| Fricativa   | sorda       |         | s        | s           |                |         |           |          |        |       | h      |
| Fricativa   | sonora      | v [β]   |          |             | r [ʐ]          |         |           |          |        |       |        |
| Nasal       | Nasal       | m       | n        | n           |                |         | ngy [ɲ]   | ngw [ŋʷ] | ng [ŋ] |       |        |
| Aproximante | Aproximante |         | l        | l           |                | y [j]   |           | w        |        |       |        |

|             |             | Labial | Alveolar | Alveolar    | Post- alveolar | Palatal | Velar     | Velar  | Velar | Velar | Glotal |
| avanzada    | neutra      | neutra | Alveolar | Alveolar    | Post- alveolar | Palatal | retrasada |        |       |       | Glotal |
| avanzada    | simple      | Labial | africada | labializada | Post- alveolar | Palatal | retrasada | simple |       |       | Glotal |
| ----------- | ----------- | ------ | -------- | ----------- | -------------- | ------- | --------- | ------ | ----- | ----- | ------ |
| Oclusiva    | simple      | p      | t        | ts          |                |         | kʸ        | kʷ     | k     | q     | ʔ      |
| Oclusiva    | preaspirada | ʰp     | ʰt       | ʰts         |                |         |           | ʰkʷ    | ʰk    | ʰq    |        |
| Fricativa   | sorda       |        | s        | s           |                |         |           |        |       |       | h      |
| Fricativa   | sonora      | v      |          |             | r              |         |           |        |       |       |        |
| Nasal       | sorda       | m̥      | n̥        | n̥           |                |         |           |        |       | ŋ̱̊     |        |
| Nasal       | sonora      | m      | n        | n           |                |         | ɲ         | ŋʷ     |       | ŋ̱     |        |
| Aproximante | sorda       |        | l̥        | l̥           |                | ẙ       |           | w̥      |       |       |        |
| Aproximante | sonora      |        | l        | l           |                | y       |           | w      |       |       |        |

## Sistema de escritura
El hopi se escribe usando el alfabeto latino. Las vocales correspondientes a los fonemas del hopi es como sigue: a /ɔ/, e /ɛ/, i /ɪ/, o /o/, u /ɨ/ y ö /ø/). Las vocales largas se escriben doble: aa, ee, ii, oo, uu, öö.
Las consonantes son: ’ /ʔ/, h /h/, k /k/, ky /kʲ/, kw /kʷ/, l /l/, m /m/, n /n/, ng /ŋ/, ngw /ŋʷ/, ngy /ŋʲ/, p /p/, q /q/, qw /qʷ/, r /ʒ/, s /s/, t /t/, ts /ts/, v /β/, w /w/, y /j/.
El acento de caída se marca con una ` grave: tsiròot 'pájaros'.
Para distinguir ciertas consonantes escritas como dígrafo de fonemas de aspecto similar que se encuentran en los límites de las sílabas, se utiliza un punto: kwaahu 'águila' pero kuk.wuwàaqe 'seguir las huellas'.

## Metafísica
Benjamin Lee Whorf, un conocido lingüista, utilizó la lengua hopi para ejemplificar su argumento, conocido como hipótesis Sapir-Whorf, de que la visión del mundo de uno se ve afectada por su lengua y viceversa. Entre las afirmaciones más asombrosas de Whorf estaba que el hopi no tenía "ninguna palabra, forma gramatical, construcción o expresión que se refiera directamente a lo que llamamos "tiempo"" Sin embargo, otros lingüistas y filósofos son escépticos con respecto al argumento de Whorf, y sus conclusiones sobre el hopi han sido discutidas o rechazadas por algunos.